# وزارة التربية الوطنية (الجزائر)
وزارة التربية الوطنية (بالإنجليزية: Ministry of National Education)‏ هي الوزارة المسؤولة عن التربية و التعليم في الجزائر.

## قائمة الوزراء
| بداية          | نهاية          | الوزير               | الحكومة |
| -------------- | -------------- | -------------------- | --- |
| 27 سبتمبر 1962 | 18 سبتمبر 1963 | عبد الرحمن بن حميدة  | حكومة بن بلة الأولى |
| 2 ديسمبر 1964  | 10 يوليو 1965  | شريف بلقاسم          | حكومة بن بلة الثالثة حكومة بومدين الأولى |
| 10 يوليو 1965  | 21 يوليو 1970  | أحمد طالب الإبراهيمي | حكومة بومدين الثانية |
| 21 يوليو 1970  | 23 أبريل 1977  | عبد الكريم بن حمود   | حكومة بومدين الثالثة |
| 23 أبريل 1977  | 8 مارس 1979    | مصطفى الأشرف         | حكومة بومدين الرابعة |
| 8 مارس 1979    | 18 فبراير 1986 | محمد الشريف خروبي    | حكومة عبد الغاني الأولى حكومة عبد الغاني الثانية حكومة عبد الغاني الثالثة حكومة الإبراهيمي الأولى |
| 18 فبراير 1986 | 17 نوفمبر 1987 | زهور ونيسي           | حكومة الإبراهيمي الثانية |
| 17 نوفمبر 1987 | 9 نوفمبر 1988  | مصطفى بن عمار        | حكومة الإبراهيمي الثانية |
| 9 نوفمبر 1988  | 9 سبتمبر 1989  | سليمان الشيخ         | حكومة مرباح |
| 9 سبتمبر 1989  | 25 يوليو 1990  | محمد الميلي براهيمي  | حكومة حمروش الأولى |
| 25 يوليو 1990  | 19 يوليو 1992  | علي بن محمد          | حكومة حمروش الأولى حكومة غزالي الأولى حكومة غزالي الثانية حكومة غزالي الثالثة |
| 8 يوليو 1992   | 11 أبريل 1994  | أحمد جبار            | حكومة عبد السلام حكومة مالك |
| 15 أبريل 1994  | 31 ديسمبر 1995 | عمار صخري            | حكومة سيفي الأولى حكومة سيفي الثانية |
| 31 ديسمبر 1995 | 10 يونيو 1997  | سليمان الشيخ         | حكومة أويحيى الأولى |
| 24 جوان 1997   | 3 سبتمبر 2012  | أبو بكر بن بوزيد     | حكومة أويحيى الثانية حكومة حمداني حكومة بن بيتور حكومة بن فليس الأولى حكومة بن فليس الثانية حكومة بن فليس الثالثة حكومة أويحيى الثالثة حكومة أويحيى الرابعة حكومة أويحيى الخامسة حكومة بلخادم الأولى حكومة بلخادم الثانية حكومة أويحيى السادسة حكومة أويحيى السابعة حكومة أويحيى الثامنة حكومة أويحيى التاسعة |
| 3 سبتمبر 2012  | 5 مايو 2014    | عبد اللطيف بابا أحمد | حكومة سلال الأولى حكومة سلال الثانية |
| 5 ماي 2014     | 1 أفريل 2019   | نورية بن غبريط رمعون | حكومة سلال الثالثة حكومة سلال الرابعة حكومة تبون حكومة أويحيى العاشرة |
| 1 أفريل 2019   | 2 جانفي 2020   | عبد الحكيم بلعابد    | حكومة بدوي |
| 2 يناير 2020   | 7 يوليو 2021   | محمد واجعوط          | حكومة جراد |
| 7 يوليو 2021   | في المنصب      | عبد الحكيم بلعابد    | حكومة أيمن بن عبد الرحمان |

## وصلات خارجية
- الموقع الرسمي وزارة التربية الوطنية في الجزائر